# 埼玉土建一般労働組合
埼玉土建一般労働組合（さいたまどけんいっぱんろうどうくみあい）は、埼玉県下に住んでいる、または勤めている建設従事者・職人のための労働組合である。略称は、埼玉土建（さいたまどけん）。

## 歴史
- 1971年9月26日に、東京土建一般労働組合から独立する形で設立された。

## 上部団体
- 全国建設労働組合総連合（全建総連）
- 埼玉県労働組合連合会（埼労連）